# Гейл, Беше
Беше Роберт Гейл (англ. Becher Robert Gale; 14 апреля 1887, Elora, Онтарио — 24 августа 1950, Грейвенхёрст, Онтарио) — канадский гребец, двукратный бронзовый призёр летних Олимпийских игр 1908 года.
На Играх 1908 года в Лондоне Гейл соревновался в четвёрках без рулевого и в восьмёрках. В обоих соревнованиях его экипажи разделяли третьи места и получили две бронзовые медали.